# Toyota Prius
Toyota Prius är en hybridbil som tillverkas av den japanska biltillverkaren Toyota. Prius lanserades på den japanska marknaden hösten 1997 och var då den första serietillverkade bil som drevs av en kombination av förbränningsmotor och elmotor. År 2000 började man sälja Prius i Europa. Namnet Prius härstammar från det latinska ordet prior som betyder ”Först” eller ”Att gå före” .
År 2015 lanserades den fjärde generationen av Prius.
Total global försäljning (2017) av Toyota Prius (samtliga modeller) uppgick till 3,9 miljoner fordon, varav 299 000 i Europa.
Modellen försvann i det svenska utbudet 2020.

## Översikt

### Första generationen 1997-2003

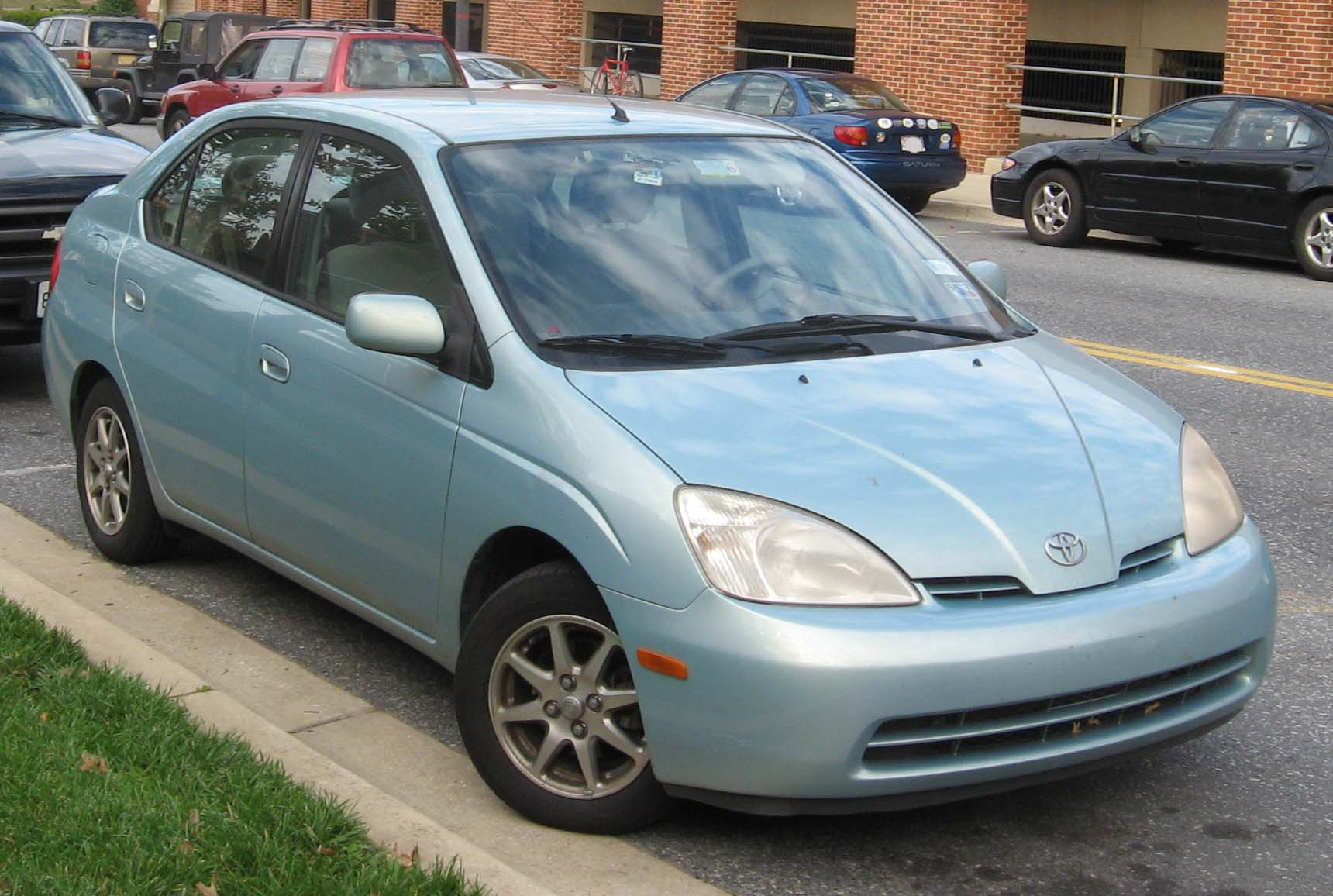
Den första Priusmodellen som såldes utanför Japan med modellnummer model NHW11. Årsmodeller 2000-2003.

Den första generationen Prius presenterades 1994 som en konceptbil med en hybridmotor på Tokyo Motor Show. Hösten 1997 lanserades Prius (NHW10) på den japanska marknaden. Den första generationen blev världens första massproducerade bil som drevs av en kombination av förbränningsmotor (bensin) – och elektricitet. Bensinmotorn fick 70 hk och elmotorn 44 hk. 1997 valdes Prius till årets bil i Japan.
Prius (NHW11) började säljas i Europa år 2000. Modellen stod för ett tekniskt paradigmskifte vilket bidrog till låg försäljning. I västra Europa sålde Toyota 4 000 bilar. Av dessa köptes 15 % eller 600 bilar av svenskar. Ett av skälen till att försäljningen av Prius ökade var att Stockholms stad tidigt köpte flera bilar. Globalt såldes omkring 123 000 Prius.

### Andra generationen 2003-2009

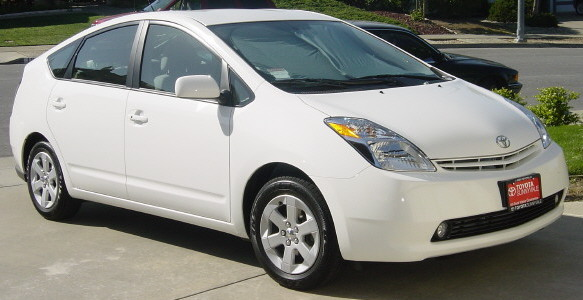
Den andra Priusmodellen med modellnummer NHW20. Årsmodeller 2003-2009.

Andra generationens Prius (XW20) presenterades 2003 och kom med en betydligt rymligare och mer praktisk halvkombikaross än tidigare modell (XV10). Den nya generationen hade en modernare design, vidareutvecklat elsystem och batteri, högre prestanda men lägre bränsleförbrukning. Vid landsvägskörning har modellen en fördel tack vare den strömlinjeformade karossen med Kammbackdesign, en utformning som senare infördes på samtliga Toyota Prius. Detta gav en luftmotståndskoefficient på 0,26. I stadskörning använde systemet i stor utsträckning elmotorn, vilket bidrog till lägre utsläpp.
2006 genomgick Prius ett ansiktslyft, med mindre förbättringar såsom MP3-stereo som standard, och backkamera och park-assist (automatisk fickparkering) som tillval.

### Tredje generationen 2009-2015

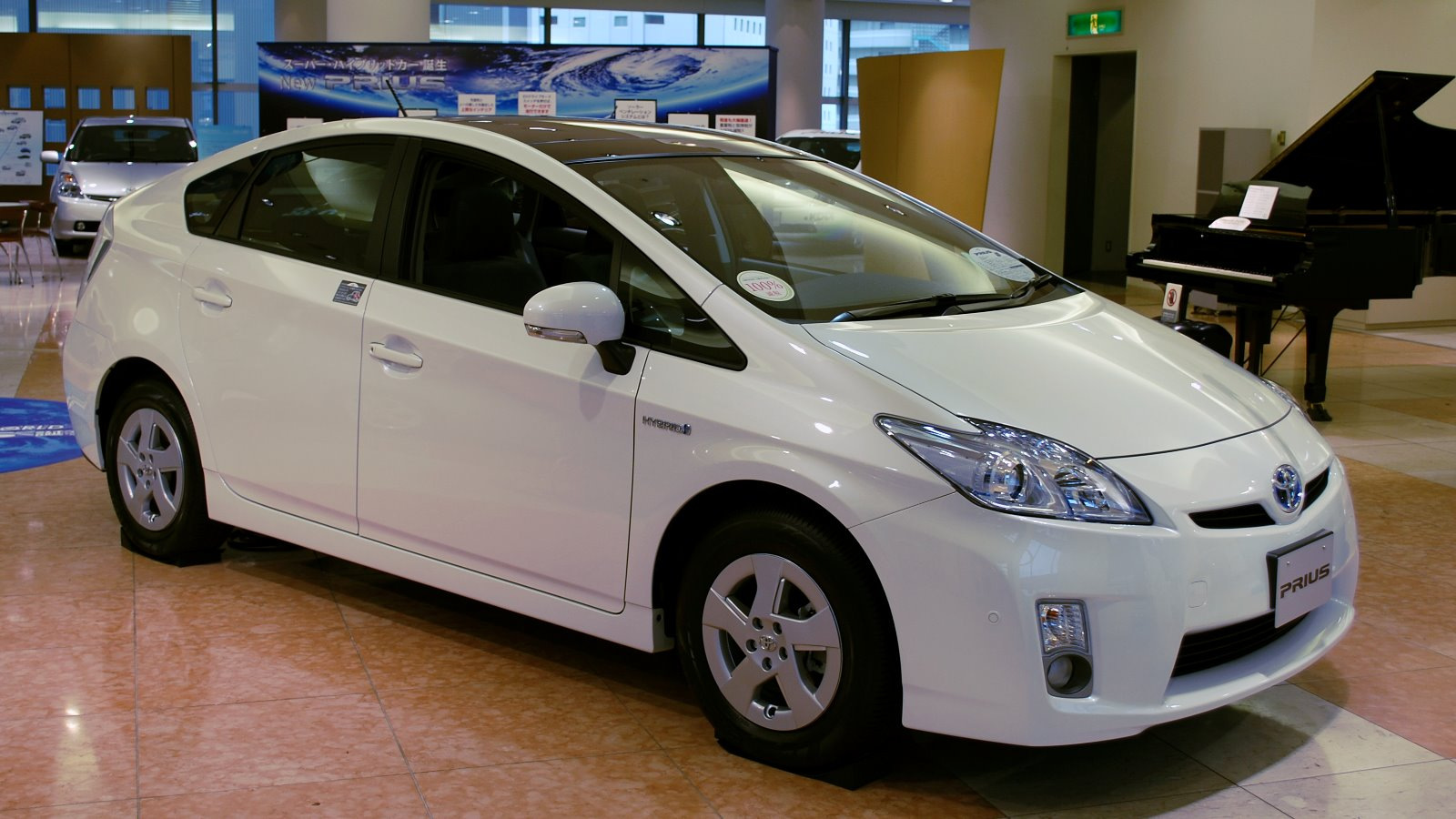
Den tredje generationens Prius, modellnummer ZVW30. Årsmodell 2009-2015.

Den tredje generationen (XW30) kom 2009 och påminde om den andra generationen men med förbättrad aerodynamisk form. Det innebar bland annat förändringar i taket för att minska luftmotståndet. Den tredje generationen Prius hade även större bensinmotor (1,8 l, 73 kW/99 hk), större elmotorer samt större innerutrymmen. Det medförde stora förändringar i bränsleekonomin och bränsledeklarationen (3,9 liter/100 km blandad körning och utsläpp på 89 gram CO2). Motorn utrustades även med en elektrisk vattenpump, utan drivremmar. Inredningen och navkapslarna till XW30 byggde på växtbaserad, koldioxidneutral, bioplast. Motorhuv och baklucka tillverkades i aluminium. Modellen genomgick en mindre uppgradering 2012 med nytt utseende på frontspoiler, baklyktor, takantenn och mittkonsol.
2010 lanserades även en plug-in-version, där bilens batteri kan laddas från ett vanligt vägguttag. Det innebar att bilen kunde klara längre sträckor utan stöd av förbränningsmotorn vilket bidrog till lägre bränsleförbrukning och minskade utsläpp.

### Fjärde generationen 2015-

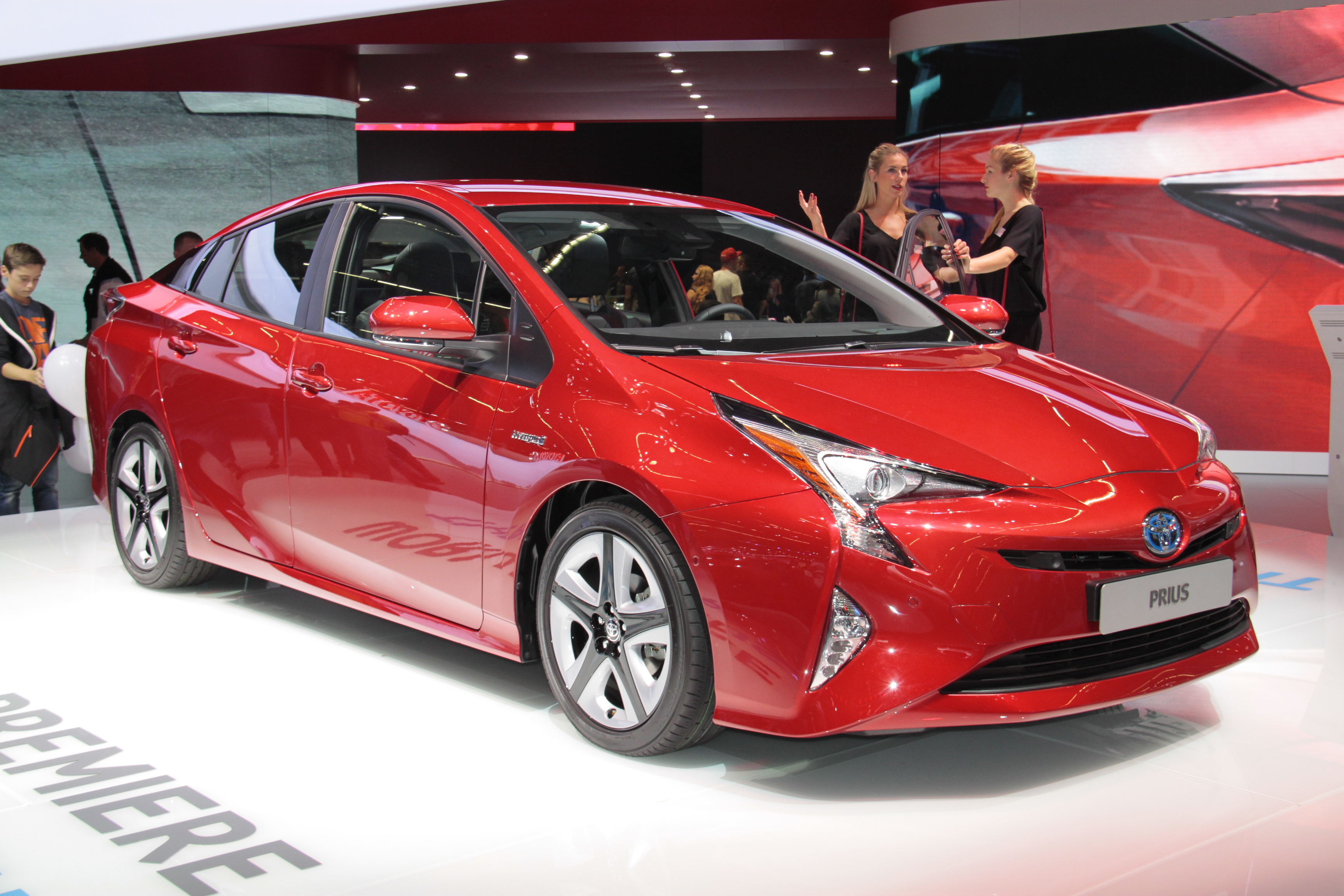
Den fjärde generationens Prius, modellnummer ZVW50. Årsmodell 2015-framåt.

Den fjärde generationen (XW50) presenterades i september 2015 på bilsalongen i Frankfurt och hade Sverigepremiär i mars 2016. Den nya generationen är byggd på Toyotas plattform TNGA, Toyota New Global Architecture. Det har bidragit till en bilmodell med lägre tyngdpunkt och därmed förbättrad väghållning. En ny bakhjulsupphängning infördes av typen dubbel länkarmsfjädring.
Designmässigt har den nya plattformen en lägre linjeföring och annorlunda utseende. Den största skillnaden mot tidigare generationer är att fronten är lägre och strålkastarna är mer slimmade. Jämfört med föregående generationer är bilen 60 mm längre (4,54 meter), 15 mm bredare (1,76 meter) och 20 mm lägre (1,47 meter). Hjulbasen är oförändrat 2,70 meter.
Den fjärde generationen har en ny fullhybriddrivlina vilket medfört en lägre bränsleförbrukning samt förbättrade köregenskaper. Accelerationen har gjorts mer responsiv och i högre hastigheter är bilen tystare med en mer ”linjär” känsla som är bättre anpassad till motorns varvtal. Den nyutvecklade förbränningsmotorn (1,8 l) har nu över 40 procent termisk verkningsgrad, vilket är högre än någon annan bensinmotor på marknaden. Hybridkomponenterna, inklusive elmotorn, är ännu lättare och mer kompakta än tidigare, vilket både ger bättre utrymmen och också sänkt tyngdpunkt. Nytt och kompaktare nickelmetallhydridbatteri med bättre laddningsprestanda. I grillen finns det aktiva luckor som stängs och öppnas automatiskt för att sänka luftmotståndet samt för att förbättra värmeeffekten och därigenom få ännu bättre bränsleeffektivitet.

#### Säkerhet
Resultat i Euro NCAP 2016: 5 stjärnor.

#### Facelift

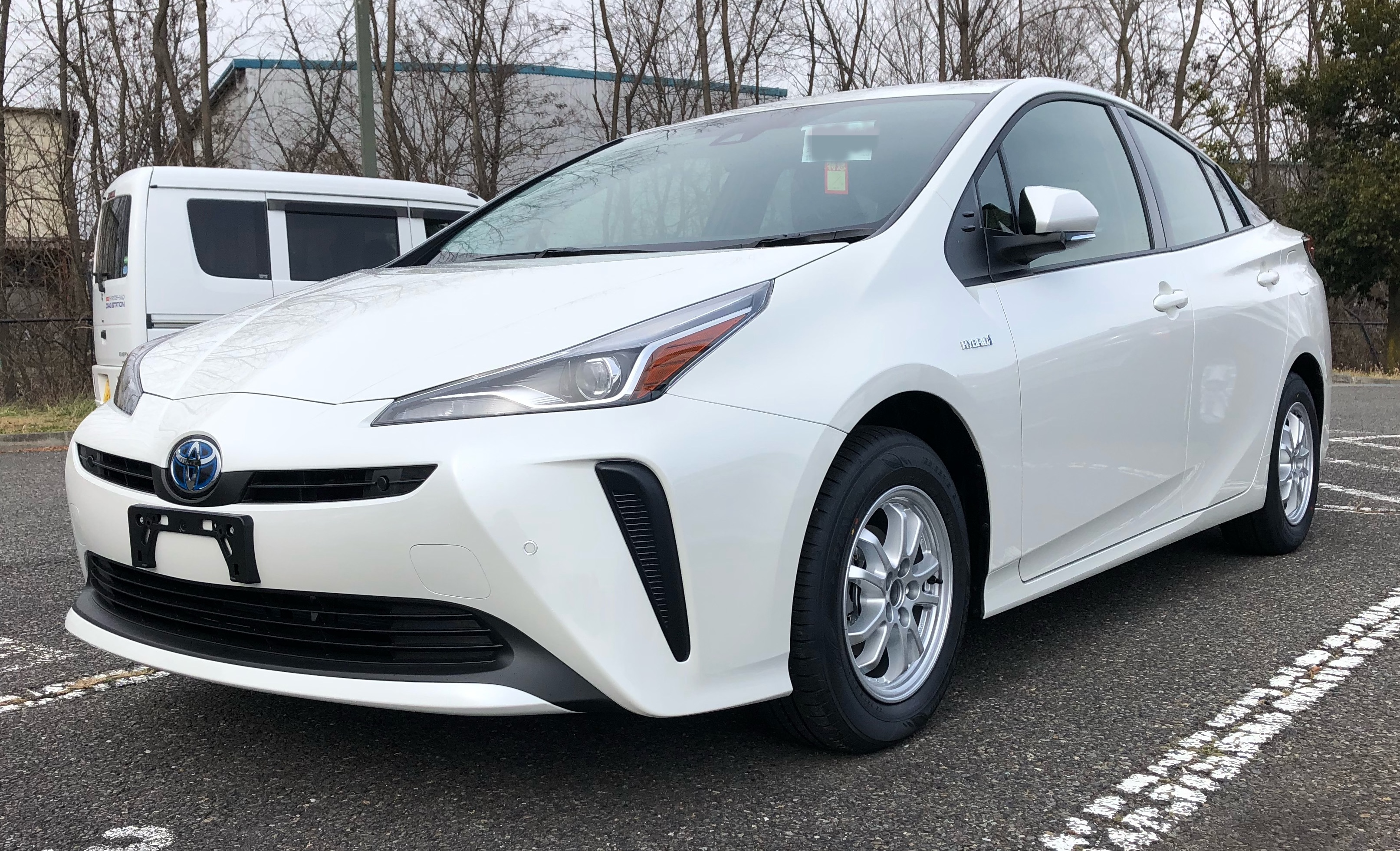
Toyota Prius 2019 (ZVW50R)

Den nya Toyota Prius 2019 gjorde sin offentliga debut på Los Angeles Auto Show den 28 november 2018. Europeisk premiär skedde på Brussels Motor Show den 18 januari 2019. Nyheter var bland annat: möjlighet till fyrhjulsdrift (Hybrid AWD-i, extra elmotor som kontrollerar bakaxeln), uppdaterat utseende på fram- och bakljus, svarta detaljer i mittkonsol (i stället för vit som tidigare), ett större fack för trådlös laddning av mobiltelefoner samt Toyota Touch 2-infotainmentskärm.

## Toyota Prius egenskaper
Toyota Prius har en bensinmotor av typen Atkinson, och två elmotorer, "MG1" (Motor/Generator 1) och "MG2" (Motor/Generator 2), vilka även används som generatorer. Dessa är sammankopplade via en elektroniskt styrd steglös variabel automatväxellåda kallat e-CVT (electronic-Continous Variable Transmission), vilket medger att flera energikällor kan driva bilen steglöst i flera kombinationer. Detta växellådesystem innehåller endast 21 delar jämfört med en konventionell automatväxellåda som kan innehålla många hundra delar.
Bensinmotorn och elmotorerna kombineras enligt rådande körförhållanden via hybridsystemet, HSD (Hybrid Synergy Drive), något som minskar bränsleförbrukningen. Exempel på delar som saknas i Toyotas HSD-drivlina som finns i traditionella bilar är: koppling, generator, startmotor och momentomvandlare.
Bilen har ett hybridbatteri av typ nickel-metallhydrid (NiMH, 201,6 V). Batteriet laddas av bensinmotorn, eller genom att elmotor MG2 utnyttjas som generator, antingen genom aktiv inbromsning med bromspedal, eller "motorbroms" med uppsläppt gaspedal. Sedan 2012 finns en variant som är en laddhybrid, eller plug-in-hybrid, vilket innebär att bilen även kan laddas genom elnätet. Bilen har också ett traditionellt, dock mindre, 12 V blybatteri som endast används till att starta upp de elektroniska systemen, alltså inte som ett startbatteri. Elmotorn MG2 används som "startmotor" för bensinmotorn. Om 12 V-batteriet blir urladdat kan bilen startas med hjälp av startkablar.
Vid behov laddas hybridbatteriet av bensinmotorn. Elmotorn och bensinmotorn kan också utnyttjas samtidigt för maximal acceleration. Vid låg fart utnyttjas vanligen enbart elmotorn, och vid stillastående är ingen motor igång. Dock kan bensinmotorn köras även vid låg fart eller stillastående om batteriet behöver laddas, eller för uppvärmning vintertid. Vid släppt gaspedal samt inbromsning stängs bensinmotorn av och rörelseenergin återvinns genom att elmotorn bromsar och laddar batteriet. Styrningen av laddning och drift är helautomatisk och sköter sig själv.
Detta kombinerade system ger totalt en lägre bränsleförbrukning och därmed mindre avgasutsläpp jämfört med en konventionell bil. Störst blir besparingen vid ryckig stads- och vid köer med många stopp, jämfört med konventionella bilar. Vid landsvägskörning som flyter med jämn hastighet eller vid motorvägskörning ger hybridsystemet inte lika stor besparing.
Tack vare stödet från elmotorn har bilens prestanda kunnat bibehållas med en bensinmotor med lägre effekt och den bränslesnålare Atkinson-konstruktionen.

## Kombi

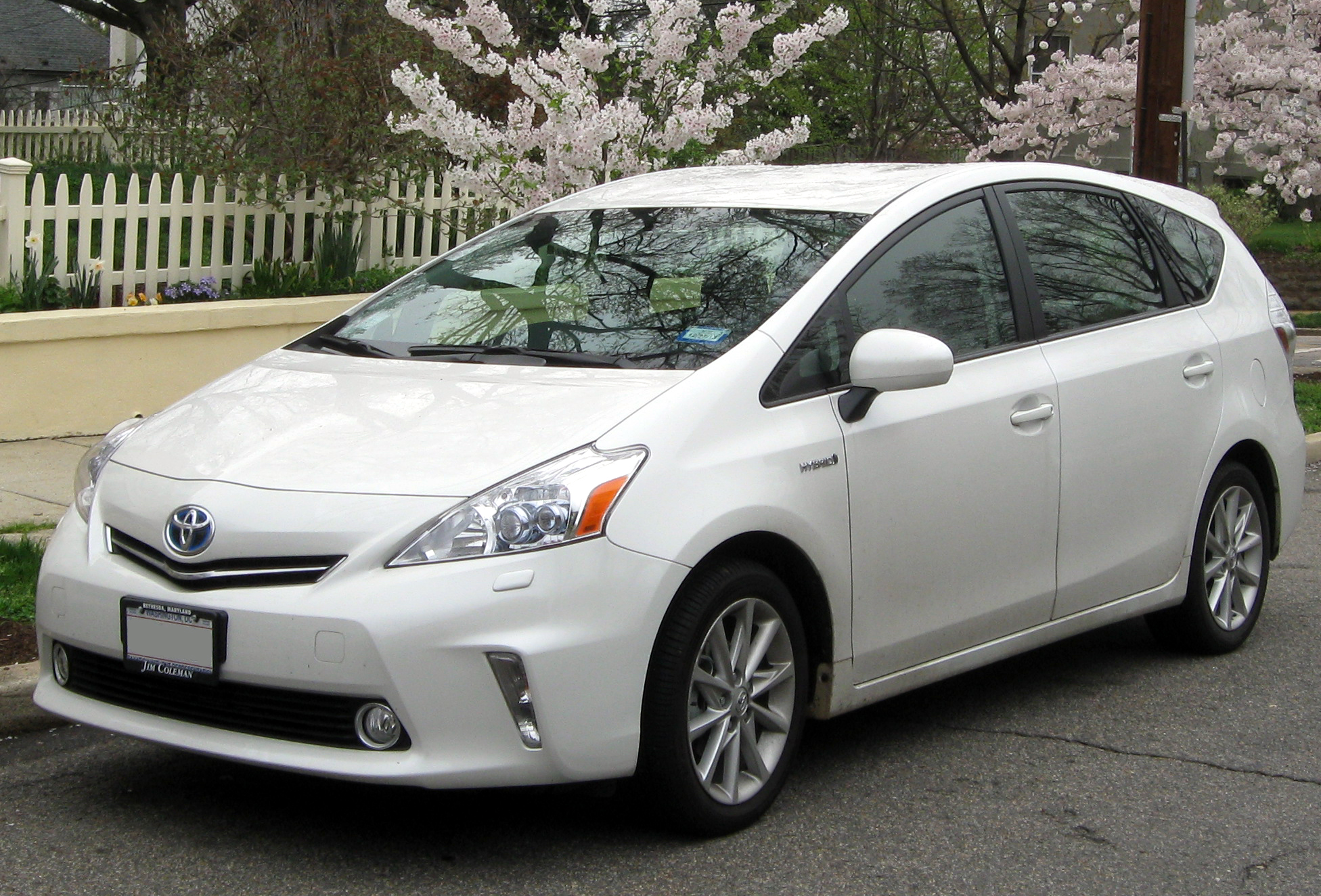
Toyota Prius+

### Prius+
Sommaren 2012 började en stor kombiversion av Prius säljas i Sverige: Prius+. Den är av typen 5-dörrars MPV och har plats för 5+2 personer i tre sätesrader. Drivlinan är samma som i vanliga Prius. Bränsleförbrukningen är 4,1 liter/100 km och CO2-utsläppet är 96 g/km. Prius+ är Toyotas första icke-laddhybrid med litiumjon-batteri. Batteriet är utformat i T-form och är placerat under mittkonsolen. Versionen är känd som Prius+ i Europa, Prius α i Japan och Prius v i USA.

#### Facelift
År 2015 fick modellen en uppdatering med bland annat nytt frontparti och strålkastare, nya bakljus samt mindre ändringar på mittkonsolen. Toyota har även förbättrat köregenskaperna genom justerad stötdämpning och förbättrad ljudisolering.

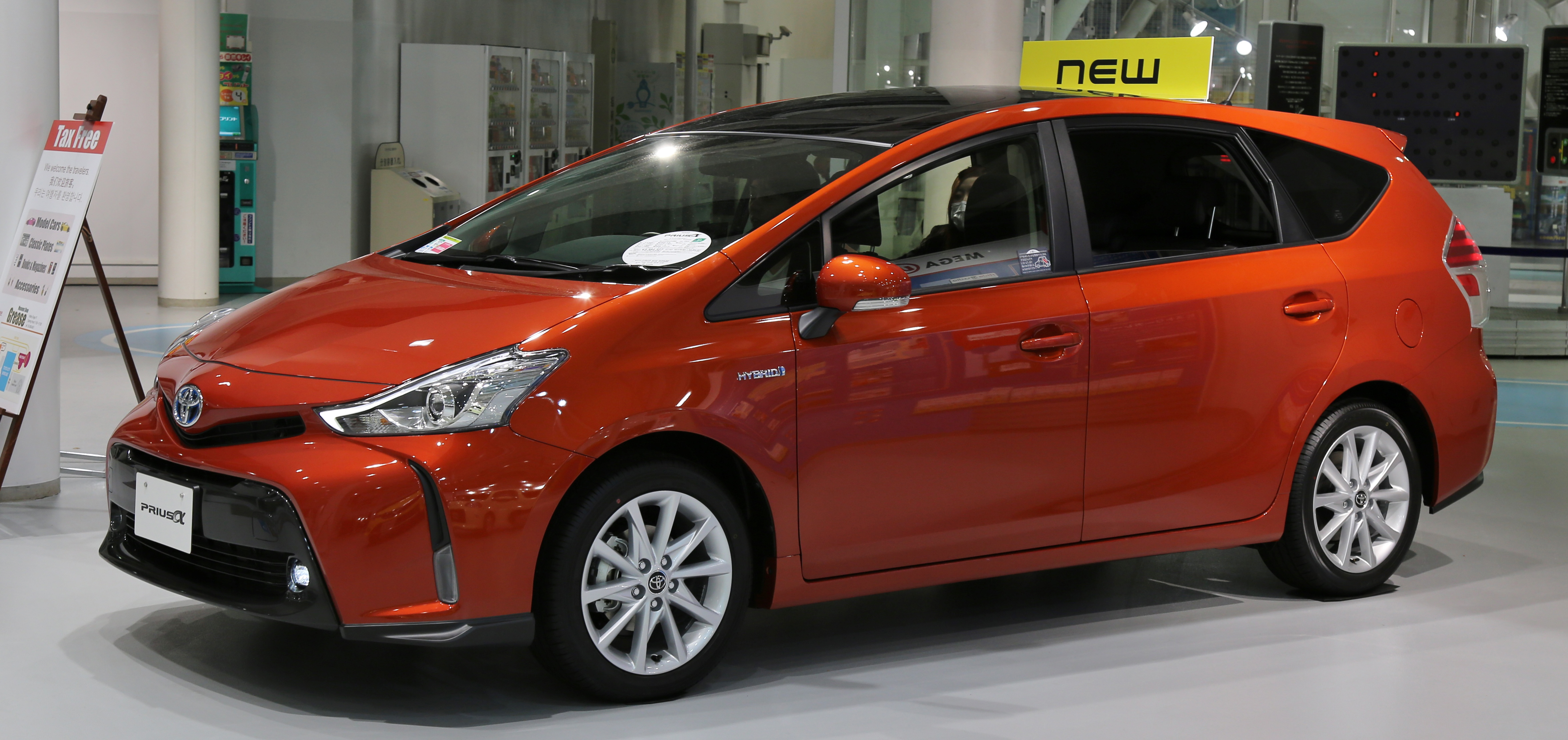
Toyota Prius+ facelift

#### Säkerhet
Resultat i IIHS (USA) 2015: Good (högsta betyg) med nomineringen Top Safety Pick+.

## Laddhybrid

### Prius Plug-in Hybrid

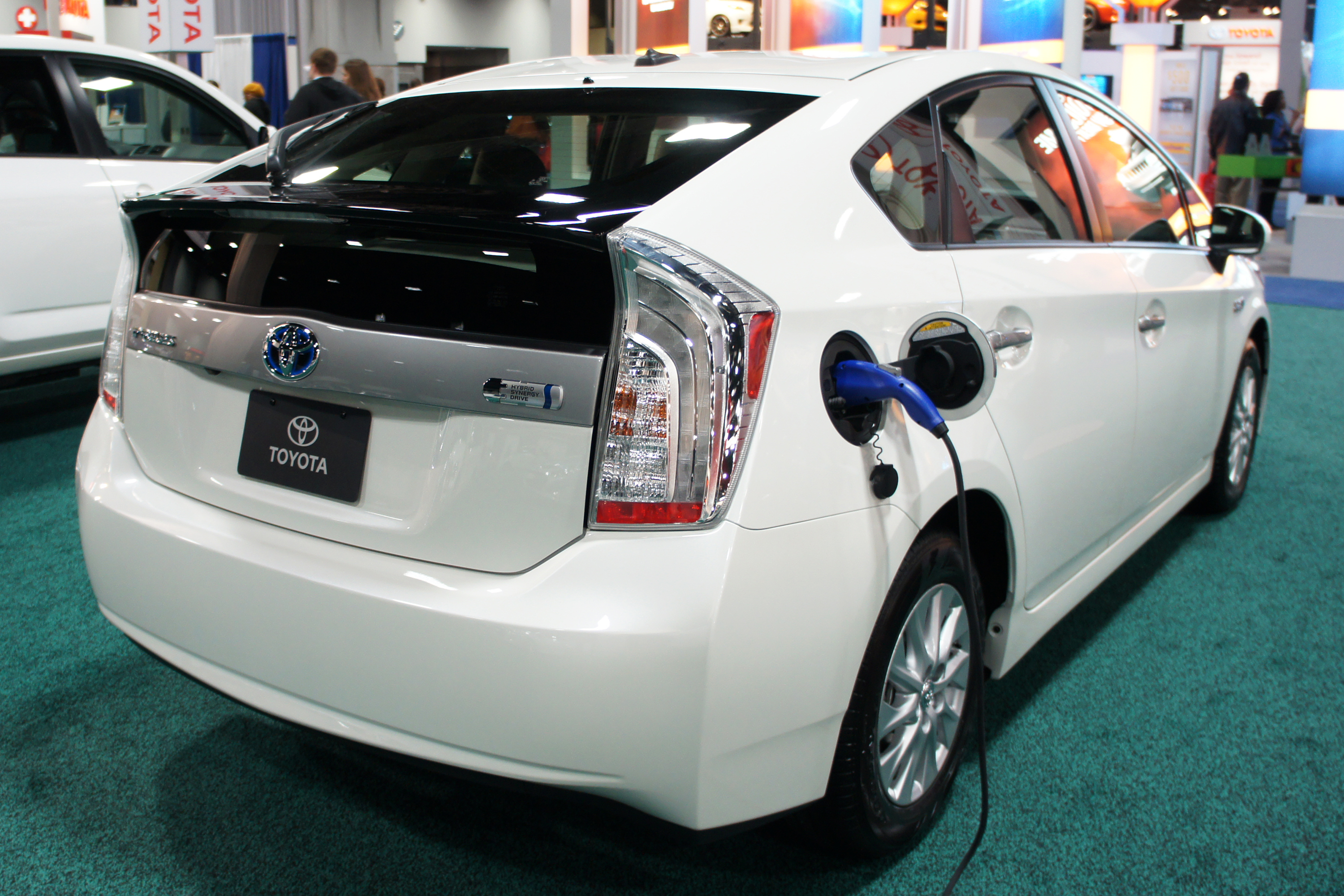
Toyota Prius Plug-in hybrid

En laddhybridsvariant av tredje generationens Prius – Prius Plug-in Hybrid – introducerades 2011 och såldes i Sverige mellan 2012 och 2016. Serietillverkningen föregicks av ett tvåårigt storskaligt test, där 600 Prius laddhybridbilar kördes i trafik i Europa, Japan, Nordamerika och Australien. Två av dem testades i Sverige. Den går upp till 25 km på enbart elmotorn i farter upp till 80 km/h. Bränsleförbrukningen vid blandad körning är 2,1 liter/100 km och CO2-utsläppet 49 g/km. Utseendet skiljer sig från vanliga Prius genom silverfärgade detaljer fram och bak och på dörrhandtagen samt lucka för ladduttag till batteriet på höger sida. Den har också speciella Hybrid Synergy Drive Plug-in emblem. Bilen har samma drivlina som vanliga Prius men har ett kraftfullare 4,4 kWh uppladdningsbart litiumjon batteri som kan laddas i ett vanligt eluttag på 1,5 timme. Det laddas dessutom under färd genom bensinmotorn eller genom bromsning/rörelseenergin.
DN-motor har testat en Prius Plug-in som långtestbil med en verklig förbrukning på 0,2 liter/milen i snitt under närmare 2000 mils körning.
I Kalifornien i USA har existerande Priusmodeller byggts om till så kallade laddhybrider, med hjälp av finansiering från bland annat Google. Tekniken finns även i Europa. I princip lyfter man in ett acc-paket och en batteriladdare och så kan man för närvarande köra upp till cirka fem mil på en laddning. Tekniken fungerar utmärkt med litium-jonbatterier. I Karlskrona finns det också ett företag(vilket?) som byggt om en Prius.

### Andra generationen

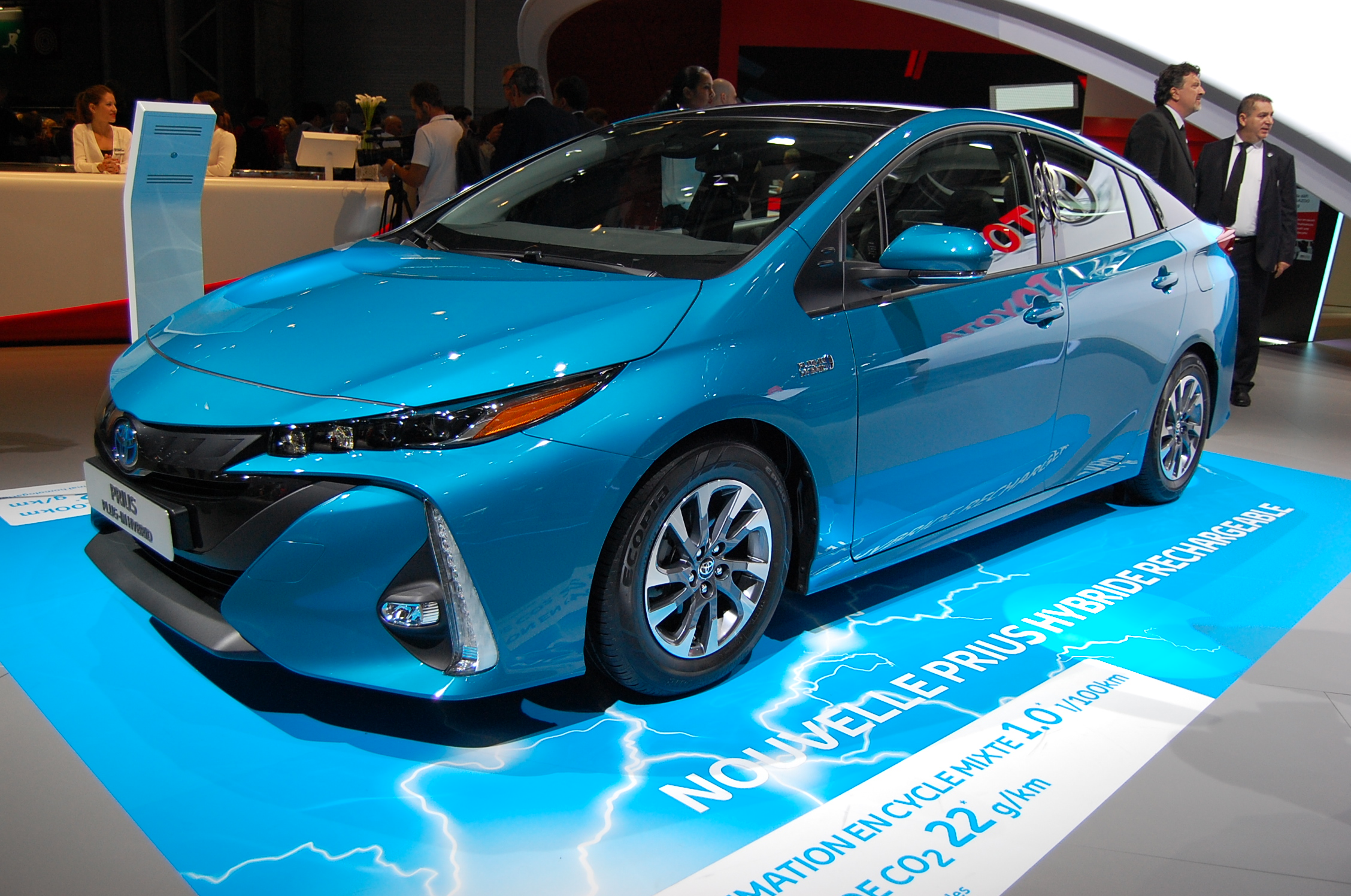
Toyota Prius Plug-In Hybrid generation 2

Modellen premiärvisades på New York Auto Show i mars 2016 under namnet Prius Prime. Designen särskiljer sig en del från den vanliga Prius med bland annat nytt front- och bakparti. Den är utrustad med adaptivt automatiskt LED helljus. I grillen finns det aktiva luckor som stängs och öppnas automatiskt för att sänka luftmotståndet samt för att reglera värmeeffekten och genom det få ännu bättre bränsleeffektivitet. Den har Toyotas första kolfiber-tillverkade baklucka, som sparar vikt, samt en dubbelvågig bakruta, som håller ner luftmotståndet. Interiört skiljer den sig även från Prius med endast två sittplatser bak. Modellen har även en större 11,6 tums pekskärm i stående "porträtt" läge (8 tums pekskärm i Europa). Den ska klara att köra ca 35 km på enbart elmotorn i hastigheter upp till ca 135 km/h.
Bränsleförbrukningen (viktad) vid blandad körning är 1,0 liter/100 km och CO2-utsläppet (viktad) är 22 gram/km, alltså mindre än hälften jämfört med förra generationen. Samtidigt har hybridbatteriet fått dubbelt så stor kapacitet – 8,8 kWh – utan att volymen har ökat i motsvarande grad. Det gör det möjligt att köra på enbart el ca 50 kilometer. Körsträckan på el påverkas dessutom betydligt mindre av t.ex. yttertemperaturen. Nya Prius Plug-in Hybrid har en värmepump, som klarar av att värma kupén ner till -10 °C utan att förbränningsmotorn går igång. Med tillvalet solceller på biltaket, som laddar hybridbatteriet, går det att få upp till fem kilometer extra körsträcka på ren el. Det tar ca två timmar att ladda hybridbatterierna fullt från vanlig hushållsel.
Toyota Prius Plug-in Hybrid introducerades i Sverige våren 2017.

#### Facelift
Modellen uppdaterades 2019 med bland annat små yttre designändringar samt tre sittplatser bak. Bensinförbrukning anges enligt WLTP-körcykeln till 0,13 liter per mil och utsläppet av koldioxid 28 gram per kilometer. Räckvidden på el är upp till 4,5 mil.

## Tekniska data
|                                               | Prius gen 1                                                                                               | Prius gen 2 | Prius gen 3 | Prius gen 4 | Prius+ | Prius Plug-in gen 1 | Prius Plug-in gen 2 |
| --------------------------------------------- | --- | --- | --- | --- | --- | --- | --- |
| Yttermått/vikt                                | | | | | | | |
| Längd, mm                                     | 4315 | 4450 | 4460 | 4540 | 4615 | 4480 | 4645 |
| Bredd, mm                                     | 1695 | 1725 | 1745 | 1760 | 1775 | 1745 | 1760 |
| Höjd, mm                                      | 1475 | 1490 | 1490 (1505 med 17" däck) | 1470 | 1575 (1600 med panoramaglastak) | 1490 | 1470 |
| Axelavstånd, mm                               | 2550 | 2700 | 2700 | 2700 | 2780 | 2700 | 2700 |
| Tjänstevikt, kg                               | 1340 | 1400 | 1495 | 1470-1475 | 1570-1640 | 1500-1525 | 1530 |
| Totalvikt, kg                                 | 1645 | 1730 | 1805 | 1790 | 2115 | 1840 | 1855 |
| Luftmotstånd (cd)                             | 0,29 | 0,26 | 0,25 | 0,24 | 0,28 | 0,25 | 0,25 |
| Lastkapacitet                                 | | | | | | | |
| Max last, kg                                  | 305 | 330 | 310 | 320 | 545 | 340 | |
| Bagageutrymme, l                              | | 408 | 445 (1120 vid fällt baksäte) | 502 (1557 vid fällt baksäte) | 230 (vid 7 säten uppfällda) 505 (vid 5 säten uppfällda), 1750 (vid 2 säten uppfällda) | 443 (1120 vid fällt baksäte) | 359 (1204 vid fällt baksäte) |
| Dragvikt, kg                                  | - | - | - | 725 | - | - | - |
| Motor, bensin                                 | | | | | | | |
| Typ                                           | Atkinson 4 cyl. VVT-i, 16 ventiler                                                                        | Atkinson 4 cyl. VVT-i, 16 ventiler | Atkinson 4 cyl. VVT-i, 16 ventiler | Atkinson 4 cyl. VVT-i, 16 ventiler | Atkinson 4 cyl. VVT-i, 16 ventiler | Atkinson 4 cyl. VVT-i, 16 ventiler | Atkinson 4 cyl. VVT-i, 16 ventiler |
| Cylindervolym, cm3                            | 1497 | 1497 | 1798 | 1798 | 1798 | 1798 | 1798 |
| Max vridmoment                                | 115 Nm vid 4 200 v/min                                                                                    | 115 Nm vid 4 200 v/min | 142 Nm vid 2800-4000 v/min | 142 Nm vid 3 600 v/min | 142 Nm vid 2800-4400 v/min | 142 Nm vid 2800-4400 v/min | 142 Nm vid 3 600 v/min |
| Max effekt                                    | 53 kW/72 hk vid 4 500 v/min                                                                               | 57 kW/77 hk vid 5 000 v/min | 73 kW/99 hk vid 5 200 v/min | 72 kW/98 hk vid 5 200 v/min | 73 kW/99 hk vid 5 200 v/min | 73 kW/99 hk vid 5 200 v/min | 72 kW/98 hk vid 5 200 v/min |
| Motor, el                                     | | | | | | | |
| Typ                                           | Permanent magnet syncronmotor                                                                             | Permanent magnet syncronmotor | Permanent magnet syncronmotor | Permanent magnet syncronmotor | Permanent magnet syncronmotor | Permanent magnet syncronmotor | Permanent magnet syncronmotor |
| Batteri                                       | ? kWh, NiMH, 274 volt                                                                                     | 1,3 kWh, NiMH, 201,6 volt | 1,3 kWh, NiMH, 201,6 volt | 1,3 kWh, NiMH, 201,6 volt | 1 kWh, Li-Ion, 201,6 volt | 4,4 kWh, Li-Ion, 207,2 volt | 8,8 kWh, Li-Ion |
| Max vridmoment                                | 350 Nm | 400 Nm | 207 Nm | 163 Nm | 207 Nm | 207 Nm | 163 Nm |
| Max effekt                                    | 33 kW/45 hk                                                                                               | 50 kW/68 hk | 60 kW/82 hk | 53 kW/72 hk | 60 kW/82 hk | 60 kW/82 hk | 68 kW/92 hk |
| Laddningstid                                  | - | - | - | - | - | 1,5 h | 2 h |
| Räckvidd el                                   | ca 2 km i hastigheter upp till ca 50 km/h                                                                 | ca 2 km i hastigheter upp till ca 50 km/h | ca 2 km i hastigheter upp till ca 50 km/h | ca 2 km i hastigheter upp till ca 50 km/h | ca 2 km i hastigheter upp till ca 50 km/h | ca 25 km i hastigheter upp till 85 km/h | ca 48 km i hastigheter upp till 135 km/h |
| Motor, HSD                                    | | | | | | | |
| Max uteffekt                                  | | 82 kW/110 hk | 100 kW/136 hk | 90 kW/122 hk | 100 kW/136 hk | 100 kW/136 hk | 90 kW/122 hk |
| Kraftöverföring                               | | | | | | | |
| Drivning, växellåda                           | Framhjulsdrift. Elektroniskt styrd steglös variabel automatväxellåda (e-CVT)                              | Framhjulsdrift. Elektroniskt styrd steglös variabel automatväxellåda (e-CVT) | Framhjulsdrift. Elektroniskt styrd steglös variabel automatväxellåda (e-CVT) | Framhjulsdrift. Elektroniskt styrd steglös variabel automatväxellåda (e-CVT) | Framhjulsdrift. Elektroniskt styrd steglös variabel automatväxellåda (e-CVT) | Framhjulsdrift. Elektroniskt styrd steglös variabel automatväxellåda (e-CVT) | Framhjulsdrift. Elektroniskt styrd steglös variabel automatväxellåda (e-CVT) |
| Bränsledeklaration, blandad körning, l/100 km | 5,1 | 4,3 | 3,9 (med 15" däck) 4,0 (med 17" däck) | 3,0 (med 15" däck) 3,3 (med 17" däck) 3,4 (WLTP, 15" däck) 3,6 (WLTP, 17" däck) | 4,1 (med 16" däck) 4,4 (med 17" däck) | 2,1 | 1,0 1,3 (WLTP) |
| Koldioxidutsläpp, CO2 g/km                    | 120 | 104 | 89 (med 15" däck) 92 (med 17" däck) | 70 (med 15" däck) 76 (med 17" däck) 78 (WLTP 15" däck) 82 (WLTP 17" däck) | 96 (med 16" däck) 101 (med 17" däck) 106 (WLTP) 15" däck 112 (WLTP) 17" däck | 49 | 22 29 (WLTP) |
| Chassi                                        | | | | | | | |
| Bak                                           | Torsionsaxel                                                                                              | Torsionsaxel | Torsionsaxel | Dubbla triangellänkar med krängningshämmare | Torsionsaxel | Torsionsaxel | Dubbla triangellänkar med krängningshämmare |
| Hjul och däck                                 | | | | | | | |
| Fälgar                                        | 14" lättmetall                                                                                            | 16" lättmetall | 15"x6,5J lättmetall, 17"x7J lättmetall | 15"x6,5J lättmetall, 17"x7J lättmetall | 16"x6,5J lättmetall, 17x7J lättmetall | 15"x6J lättmetall | 15"x6,5J lättmetall |
| Däck                                          | 175/65R14                                                                                                 | 195/55R16 | 195/65R15, 215/45R17 | 195/65R15, 215/45R17 | 205/60R16, 215/50R17 | 195/65R15 | 195/65R15 |
| Bromsar                                       | | | | | | | |
|                                               | Elektroniskt styrda bromsar (ECB), låsningsfria bromsar (ABS) med elektronisk bromskraftsfördelning (EBD) | Elektroniskt styrda bromsar (ECB), låsningsfria bromsar (ABS) med elektronisk bromskraftsfördelning (EBD) och bromsassistanssystem (BA). Ventilerade skivbromsar fram, solida bak. Bromsassistans (BA) vid paniksituation. | Elektroniskt styrda bromsar (ECB), låsningsfria bromsar (ABS) med elektronisk bromskraftsfördelning (EBD) och bromsassistanssystem (BA). Ventilerade skivbromsar fram, solida bak. Bromsassistans (BA) vid paniksituation. | Elektroniskt styrda bromsar (ECB), låsningsfria bromsar (ABS) med elektronisk bromskraftsfördelning (EBD) och bromsassistanssystem (BA). Ventilerade skivbromsar fram, solida bak. Bromsassistans (BA) vid paniksituation. Bromsassistans PBA (Pre-crash Brake Assist). Autobroms AEB (Autonomous Emergency Braking). | Elektroniskt styrda bromsar (ECB), låsningsfria bromsar (ABS) med elektronisk bromskraftsfördelning (EBD) och bromsassistanssystem (BA). Ventilerade skivbromsar fram, solida bak. Bromsassistans (BA) vid paniksituation. | Elektroniskt styrda bromsar (ECB), låsningsfria bromsar (ABS) med elektronisk bromskraftsfördelning (EBD) och bromsassistanssystem (BA). Ventilerade skivbromsar fram, solida bak. Bromsassistans (BA) vid paniksituation. | Elektroniskt styrda bromsar (ECB), låsningsfria bromsar (ABS) med elektronisk bromskraftsfördelning (EBD) och bromsassistanssystem (BA). Ventilerade skivbromsar fram, solida bak. Bromsassistans (BA) vid paniksituation. Bromsassistans PBA (Pre-crash Brake Assist). Autobroms AEB (Autonomous Emergency Braking). |
| Prestanda                                     | | | | | | | |
| Toppfart, km/h                                | 160 | 170 | 180 | 180 | 165 | 180 | 162 |
| Acc. 0–100 km/h                               | 13,4 s | 10,9 s | 10,4 s | 10,6 s | 11,3 s | 11,4 s | 11,1 s |
| Bränsletank                                   | | | | | | | |
| Volym                                         | 50 l | 45 l | 45 l | 43 l | 45 l | 45 l | 43 l |